# 妮科尔-雷娜·勒波特
妮科尔-雷娜·勒波特（法語：Nicole-Reine Lepaute，法語發音：[nikɔl ʁɛn ləpot]；婚前姓埃塔布勒 (Étable)；1723年1月5日—1788年12月6日）是法國的天文學家和數學家。她預測了哈雷彗星的回歸、計算日食的時刻和編製星表。她是貝濟郡科學學院的成員。

## 傳記
妮科尔-雷娜·勒波特，也稱為奥尔唐斯·勒波特 (Hortense Lepaute)，出生於巴黎盧森堡宮，是让·埃塔布勒（Jean Etable）的女兒，是奧爾良的路易絲·伊麗莎白的隨從。在1749年，她嫁給了皇家鐘錶師让·安德烈·勒波特。妮科尔·勒波特與丈夫一起建造了一個有天文功能的時鐘。她對時鐘的構造提供了意見，並且還參與了建造的工作。這個鐘於1753年提交給法國科學學院，經由熱羅姆·拉朗德審查和認證。勒波特是法國科學學院的成員。
熱羅姆·拉朗德推薦她跟隨數學家亚历克西·克洛德·克莱罗預測哈雷彗星的回歸，在計算中加入了木星和土星引力對哈雷彗星的影響。在1758年11月，這個小組提交彗星將在1759年4月13日回歸的結論。他們的結果幾乎完全正確，彗星於1759年3月13日回歸 (通過近日點)。克莱罗不承認他的貢獻而獨攬全部成果，這使拉朗德很不舒服。熱羅姆·拉朗德在一篇文章中說明了她的成果。 
在1759年，她再度參加熱羅姆·拉朗德的工作團隊，參與其中一部分的工作，並且一起計算金星凌日的星曆表。對她個人來說，他並不計較能獲得甚麼回報。不過，在1761年，卓越的貝濟郡科學學院認可她的傑出貢獻，通過推薦她成為榮譽會員。
在1762年，勒波特計算出1764年4月1日將到來日食的確切時間。她寫了一篇文章，並以15分鐘的時間間隔繪製了日食橫越歐洲的圖。這篇文章發表在《時代的知識》 (Connaissance des temps)。
勒波特還創建了對後世的天文學很有用的一套恆星目錄。她還計算了1774年至1784年的太陽、月球和行星的星曆表。
妮科尔·勒波特從1767年開始照顧罹患絕症的丈夫，直到1774年她的丈夫過世，而這使她的健康也受到嚴重的損壞。她收養了丈夫的姪子，Joseph Lepaute Dagelet，後來，在1768年成為法國科學學院的會員。

## 遺產
為了尊崇他的成就，小行星(7720) 勒波特以她的名字命名，月球上也有一個勒波特坑。